# Agat Jekaterynburg
Agat Jekaterynburg – rosyjski klub szachowy z siedzibą w Jekaterynburgu.

## Historia
Klub został założony w 1995 roku. Inicjatorami jego powstania byli Naum Raszkowski i Boris Fradkin, którzy zamierzali powołać drużynę uczestniczącą z mistrzostwach Rosji. Pomysł wsparł dyrektor SDJuSSzOR Anatolij Adabasz. W tym samym roku Agat zadebiutował w Priemjer-Lidze, zajmując szóste miejsce w klasyfikacji. W kolejnym sezonie zespół uzyskał piątą pozycję. Identyczny wynik klub powtórzył w sezonie 1998. Później nie uczestniczył już w rozgrywkach, a część jego zawodników przeszła do Politiechnika Niżny Tagił.
Zawodnikami klubu byli m.in. Aleksandr Motylow, Nuchim Raszkowski, Andriej Szarijazdanow, Michaił Ułybin i Aleksandr Waulin.